# Patriarcado armênio de Constantinopla
O Patriarcado Armênio de Constantinopla (em turco: İstanbul Ermeni Patrikhanesi; em armênio: Պատրիարքութիւն Հայոց Կոստանդնուպոլսոյ; romaniz.: Badriark'ut'iun Hayots' Gosdantnubolsoy) é uma Sé episcopal autônoma da Igreja Apostólica da Armênia. A sede do Patriarcado Armênio de Constantinopla é a Igreja Patriarcal Surp Asdvadzadzin (Igreja Patriarcal Santa Mãe de Deus) no bairro Kumkapi de Istambul.
O Patriarca Armênio(pt-BR) ou Arménio(pt-PT?) de Constantinopla (também conhecido como Patriarca Armênio/Arménio de Istambul) é o atual chefe do Patriarcado Armênio de Constantinopla, um dos menores patriarcados da Ortodoxia Oriental, mas que teve uma influência política de extrema significância, e que até hoje exerce uma autoridade espiritual que lhe confere um respeito considerável entre as Igrejas Ortodoxas Orientais.
O Patriarcado Armênio de Constantinopla reconhece a primazia do Católico de Todos os Armênios, na sede espiritual e administrativa da Igreja Apostólica Armênia, a Catedral de Echemiazim, na República da Armênia, em assuntos que digam respeito à Igreja Armênia ao redor do mundo. Para assuntos locais, a Sede Patriarcal é autônoma.

## Estabelecimento do Patriarcado em 1461

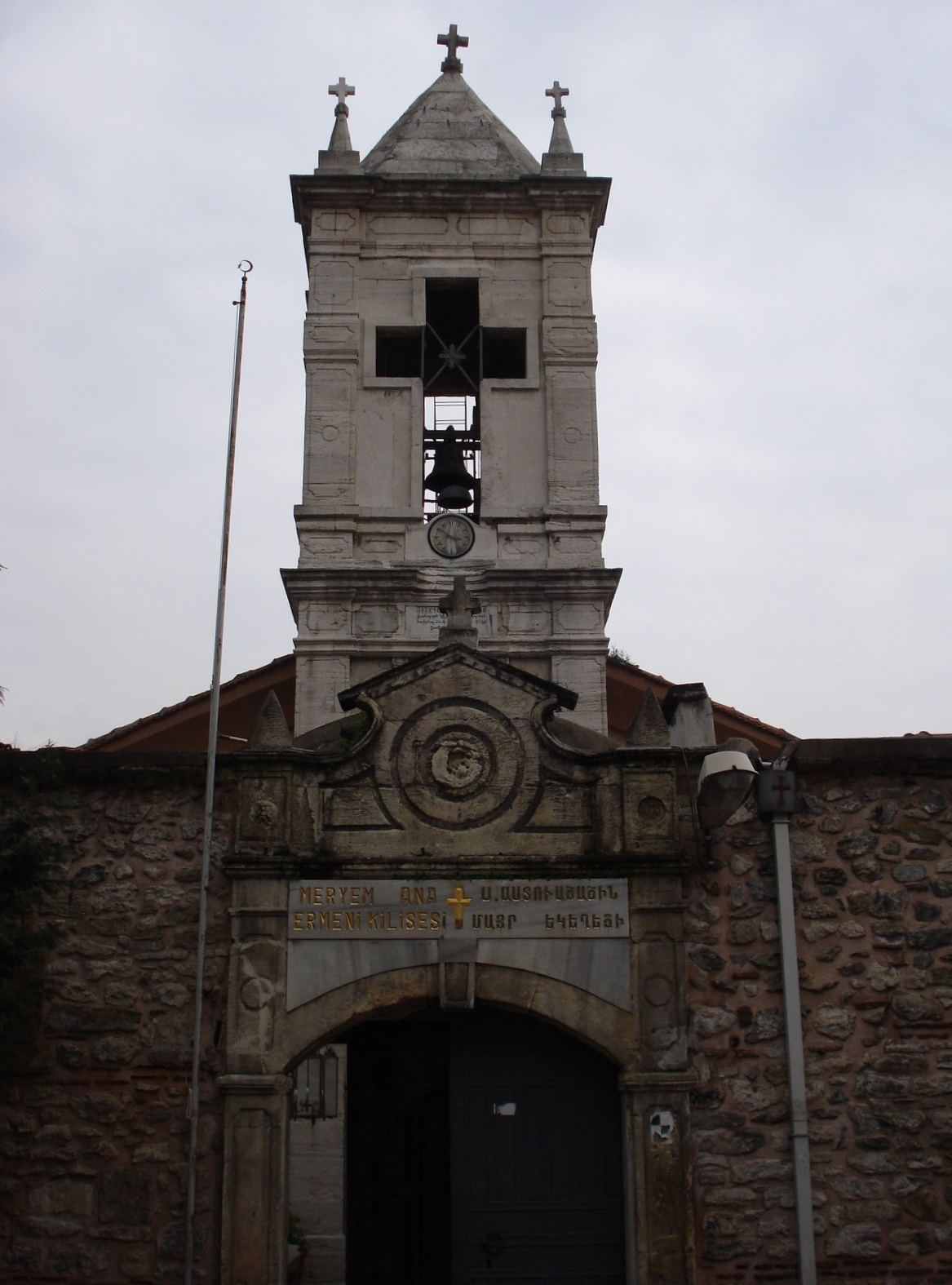
Igreja Patriarcal armênia em Istambul.

Durante o período bizantino, a Igreja Apostólica Armênia não tinha a permissão de atuar em Constantinopla, porque a Igreja Bizantina via a Igreja Armênia como herética, devido à sua rejeição - juntamente com o resto da Ortodoxia Oriental - do Concílio de Calcedônia, que a Igreja Bizantina e o resto das igrejas ortodoxas já tinham aceitado. 
Após a conquista de Constantinopla, os otomanos permitiram que o Patriarcado Grego Ortodoxo de Constantinopla permanecesse na cidade. O sultão Maomé II, o Conquistador, no entanto, permitiu aos armênios que fundassem sua própria Igreja na nova capital otomana, como parte do Sistema Millet. Por um período breve a Igreja Ortodoxa Síria também foi colocada sob a jurisdição do Patriarcado Armênio.
O primeiro Patriarca Armênio de Constantinopla foi Hovakim I, que à época era o Metropolita de Bursa. Em 1461 foi trazido a Constantinopla por Maomé II, onde recebeu o Patriarcado. Hovakim I passou a ser reconhecido como o líder religioso e secular de todos os armênios no Império Otomano, e recebeu o título de milletbaşı ou etnarca, além de patriarca.
No total existiram 84 Patriarcas desde a fundação do Patriarcado:
- 75 patriarcas durante o Período Otomano (1461-1908);
- 4 patriarcas no período dos Jovens Turcos (1908-1922);
- 5 patriarcas na atual República Turca (1923 - atualmente).

## Período Otomano (1461-1908)

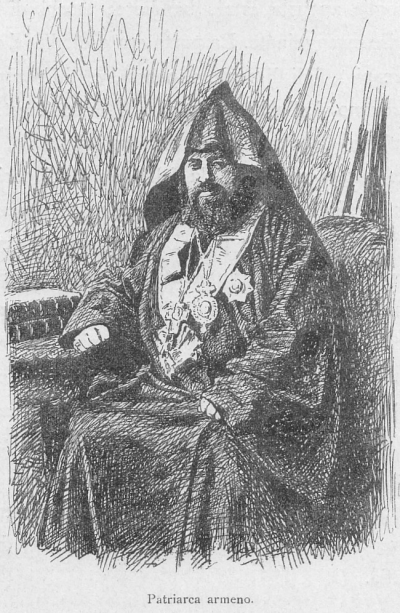
O Patriarca Armênio de Constantinopla em 1878.

O Patriarcado Armênio deu aos armênios do Império Otomano uma linhagem de Patriarcas em Constantinopla. No entanto, ao contrário do Patriarcado Grego, os armênios sofreram muito com a intervenção estatal em seus assuntos internos.
Embora tenham havido 115 pontificados desde 1461, existiram apenas 84 patriarcas individuais. Karapet II serviu cinco pontificados diferentes (1676-1679, 1680-1681, 1681-1684, 1686-1687 e 1688-1689). 
Em 1861 uma constituição nacional (Sahmanadrootiun, em armênio) foi concedida aos armênios que viviam no Império Otomano pelo sultão Abdulazize.
Em 1896 o Patriarca Madteos III (Izmirlian) foi deposto e exilado em Jerusalém pelo sultão Abdulamide II, por denunciar o massacre de armênios ocorrido naquele ano. A constituição que governava os armênios também foi suspensa, naquele ano, pelo sultão.

## Período dos Jovens Turcos (1908–1922)
O Patriarca Armênio de Constantinopla Madteos III (Izmirlian) foi autorizado a retornar a Istambul em 1908, quando o Sultão Abdulhamid II foi deposto pelos Jovens Turcos.
A nova administração turca também restaurou a constituição. No período inicial do reinado dos Jovens Turcos, os armênios desfrutaram de um breve período de restauração das liberdades civis entre 1908 e 1915.
No entanto, em 1915, os armênios sofreram grandes dificuldades sob a administração dos Jovens Turcos devido ao desejo do Governo Turco de que seus povos fossem religiosamente homogêneos (ou seja, muçulmanos), motivados talvez por uma ameaça imaginada de armênios de influências russas com quem a Turquia estava na guerra. A comunidade armênia da Turquia em 1915 foi dizimada por deportações em massa e assassinatos. Os eventos que cercam essa limpeza étnica dos armênios da Turquia ficaram conhecidos como o genocídio armênio. A incapacidade da Turquia de reconhecer esses eventos tem sido uma fonte de angústia significativa entre os armênios em todo o mundo nos últimos cem anos. Antes de 1915, quase dois milhões de armênios viviam na Turquia; hoje (2015) menos de 100.000 residem lá.
Com este cenário de turbulência para os armênios, o posto do Patriarca permaneceu vago de 1915 a 1919. Foi restaurado por um breve período de 1919 a 1922 com a residência do Patriarca Zaven I Der Yeghiayan. Para aliviar o destino dos sobreviventes do genocídio armênio, o Patriarcado fundou um Comitê de Socorro aos Órfãos, um Comitê Central para Deportados e também esteve envolvido no estabelecimento da Missão Nacional de Socorro. 
Quatro Patriarcas Armênios serviram sob o domínio dos Jovens Turcos.

## República da Turquia: Secularismo (1923-presente)
Apesar de uma enorme diminuição no número de seus fiéis durante o genocídio armênio, o Patriarca continua sendo o chefe espiritual da maior comunidade cristã atualmente vivendo na Turquia.
Hoje, o Patriarca Armênio é reconhecido como chefe da Igreja Apostólica Armênia na Turquia e ele é convidado para cerimônias de Estado.
Cinco Patriarcas Armênios serviram após o estabelecimento da República da Turquia. O Sínodo do Patriarcado designou, com os votos de 25 de seus 26 membros, Aram Ateşyan como Patrik Genel Vekili (Turco para Patriarca Interino) em 2010 por causa da doença do Patriarca Mesrobes II Mutafiã. Alguns membros da comunidade armênia da Turquia criticaram esse movimento e pediram a eleição de um novo Patriarca por sufrágio universal. (Estima-se que cerca de 20 mil membros da comunidade sejam elegíveis para votar em tal eleição).  Finalmente, o Sínodo decidiu aposentar o Patriarca Mesrobes II Mutafiã em 26 de outubro de 2016 e organizar uma eleição para um novo Patriarca.  Após a morte do Patriarca Mesrobes II, Abp. Isaque II Mashalian foi eleito Patriarca de Istambul em 2019.